# Wolfgang Matkowitz
Wolfgang Matkowitz (* 13. Februar 1937 in Dresden; † 25. August 2012) war ein deutscher Chorleiter und Hörfunkredakteur.

## Leben
Matkowitz wurde als Zehnjähriger in den Dresdner Kreuzchor aufgenommen und von Kreuzkantor Rudolf Mauersberger alsbald zum Chorpräfekten ernannt. 1955 legte Matkowitz sein Abitur ab, ging allerdings zum Studium nach West-Berlin, da ihm eine Hochschulausbildung in der DDR versagt worden war. Er studierte Musikwissenschaft und Kirchenmusik und ließ sich zudem zum Tontechniker ausbilden. 1962 erhielt er eine Anstellung als Musikredakteur beim RIAS; parallel dazu wirkte er als Kirchenmusiker am Gemeindezentrum Nathan-Söderblom-Haus (Berlin-Mariendorf), das zur 1961 neu geschaffenen evangelischen Gemeinde Mariendorf Süd gehörte. Im Frühjahr 1964 formierte sich unter Matkowitz' Leitung in der Mariendorfer Gemeinde ein neunköpfiges Vokalensemble, das aus ehemaligen Kruzianern und deren Freundinnen und Ehefrauen bestand. Das Ensemble vergrößerte sich schnell und nahm den Namen "Heinrich-Schütz-Kreis Berlin" an.
1969 wechselte Matkowitz als Nachfolger von Peter Schmidt an den Sender Freies Berlin. Dort war er für Chormusik und Orgelmusik zuständig. Der Heinrich-Schütz-Kreis wurde von Matkowitz für die alljährliche SFB-Weihnachtssendung "Nun singet und seid froh" herangezogen und durfte daher seine Proben im Studio 3 im Haus des Rundfunks abhalten. Der Chor konzertierte unter Matkowitz' Leitung regelmäßig in Westberliner Kirchen (nach der Wende vermehrt auch im Berliner Umland und 1997 in der Dresdner Kreuzkirche) und unternahm zudem Reisen nach Dänemark, Frankreich, Polen und Schweden sowie mehrfach nach Israel. 1981 und 1987 wurde der Chor unter Matkowitz' Leitung jeweils mit einem Ersten Preis beim EBU-Chorwettbewerb Let the Peoples Sing ausgezeichnet.  Matkowitz war Teil der von der Stadt Dresden eingesetzten Findungskommission, die die Besetzung des seit 1994 vakanten Kreuzkantorates vorbereiten sollte. Der von Matkowitz vorgeschlagene Roderich Kreile setzte sich in der Endrunde schließlich durch. 2003 trat Matkowitz in den Ruhestand, im Jahre 2004 löste sich der Heinrich-Schütz-Kreis auf.

## Tonträgerproduktionen
Unter Matkowitz' Leitung nahm der Heinrich-Schütz-Kreis für den RIAS und den Sender Freies Berlin regelmäßig Chorwerke auf, Schwerpunkte bildeten dabei Werke der älteren Musikgeschichte sowie Werke aus dem Kontext der Kirchenmusikalischen Erneuerungsbewegung. Folgende für den Handel bestimmten Industrieproduktionen sind derzeit nachweisbar:
- Weihnachtliche Chormusik: der Heinrich-Schütz-Kreis Berlin singt Weihnachtslieder und Motetten von Bruckner, Reger, Distler und Burkhard / Pape Verlag Berlin, Vertrieb: Fono Schallplatten Münster (1978)

- Nach grüner Farb' mein Herz verlangt: der Heinrich-Schütz-Kreis Berlin singt Volkslieder / Pape Verlag Berlin, Vertrieb: Teldec [ca. 1980]

- Ludwig van Beethoven: Sämtliche Lieder / Hermann Prey, Pamela Coburn, Leonard Hokanson, Heinrich-Schütz-Kreis Berlin, Leitung: Wolfgang Matkowitz / Capriccio, Vertrieb: Delta Music (1991)

Aufnahmen einzelner Werke, etwa von Ernst Pepping, Reinhard Schwarz-Schilling und Max Baumann sind ebenfalls als Industrietonträgerproduktionen erschienen, im Rahmen von Sammelprogrammen.